# Kocaoğlanlı, Alanya
Kocaoğlanlı là một xã thuộc huyện Alanya, tỉnh Antalya, Thổ Nhĩ Kỳ. Dân số thời điểm năm 2011 là 277 người.